# Clinopodium speciosum
Clinopodium speciosum (anchis) es una planta de la familia Lamiaceae nativa de Perú.

## Descripción
Clinopodium speciosum es una planta categorizada como arbusto que llega a medir hasta los 2 metros de altura; tienen flores anaranjadas o rojas en forma de trompeta; compuesta por 4 estambres amarillos con antenas magentas; las hojas tienen un olor fuerte a menta; crece en matorrales a altitudes que van desde 3500 hasta los 4400 m.

## Taxonomía
Clinopodium speciosum fue descrita por Rafaël Herman Anna Govaerts y publicado en World Checklist of Seed Plants 3(1): 19 en 1999 (27 Jul 1999).
Etimología
Clinopodium: nombre genérico que deriva del latín clinopodion o del griego klinopodion. klino significa "cama" y podion significa "pie".

## Importancia económica y cultural

### Uso medicinal
Se utiliza como infusión digestiva

### Uso gastronómico
Se usa como condimento para la sopa

## Nombre común
- Anchis, anlle, incamuña, chungya[7]